# Lauca
Lauca – rzeka w Chile i Boliwii o długości 250 km oraz średnim przepływie 0,79 m³/s.
Rzeka Lauca stanowi przedmiot wieloletniego sporu między Chile a Boliwią.